# Maxime Carabignac
Pas d'image ? Cliquez ici

a Compétitions nationales et continentales officielles uniquement.

b Matchs officiels uniquement.
Dernière mise à jour le 22 novembre 2021.
Maxime Carabignac, né le 10 février 1987, est un joueur de rugby à XV évoluant au poste de demi de mêlée. Son grand-père était déjà licencié à Agen.

## En club
- SU Agen club formateur
- 2010-2012 : SC Albi (Pro D2)
- 2012-2013 : US Colomiers (Pro D2)
- 2013-2014 : Union Sportive Tournonaise - Fédérale 3

## En équipe nationale
- International -18 ans : 3 sélections en 2005 (1 essai), contre l'Écosse, l'Angleterre et l'Irlande.
- International -21 ans : (sélections en 2007 Écosse, Angleterre, Irlande, Italie, Pays de Galles).